# Mong Sin Building
Le Mong Sin Building  est un gratte-ciel de 147 mètres de hauteur construit à Macao en Chine en 2010
Il abrite des logements sur 33 étages.